# Kościół Trójcy Przenajświętszej w Łomży
Kościół Trójcy Przenajświętszej w Łomży – kościół rektoralny należący do zakonu sióstr Benedyktynek. Należy do dekanatu Łomża – św. Michała Archanioła diecezji łomżyńskiej.

## Historia
Obecna budowla została wzniesiona w latach 1856-1863 w czasie urzędowania ksieni Wincenty Łopacińskiej. Była to świątynia murowana z wieżyczką. W dniu 10 lutego 1863 roku kościół został poświęcony przez księdza Jana Chcińskiego, pełniącego funkcję administratora diecezji augustowskiej. W 1867 roku w kościele został umieszczony, pochodzący z Leśnej Podlaskiej, cudowny obraz Matki Bożej. Obraz przywiózł ojciec Piotr Paweł Szymański, biskup siedlecki. W 1939 roku kościół razem z klasztorem zostały spalone. 

### Po II wojnie światowej
Po zakończeniu II wojny światowej, świątynia została odbudowana od stycznia do października 1946 roku. W dniu 6 października tego samego roku, budowla została poświęcona przez księdza Józefa Perkowskiego, rektora łomżyńskiego seminarium duchownego. Kościół został konsekrowany w dniu 18 listopada 1962 roku przez biskupa łomżyńskiego Czesława Falkowskiego. W 1976 roku budowla została wymalowana na zewnątrz i wewnątrz.